# Ergatettix paranodulosus
Ergatettix paranodulosus är en insektsart som först beskrevs av Otte, D. 1997.  Ergatettix paranodulosus ingår i släktet Ergatettix och familjen torngräshoppor. Inga underarter finns listade i Catalogue of Life.